# Lituotubelloidea
Lituotubelloidea es una superfamilia de foraminíferos cuyos taxones se han incluido tradicionalmente en el suborden Fusulinina y del orden Fusulinida. Su rango cronoestratigráfico abarca desde el Fameniense (Devónico superior) hasta el Viseense (Carbonífero inferior).

## Discusión
Algunas clasificaciones más recientes incluyen Lituotubelloidea en el suborden Tournayellina, del orden Tournayellida, de la subclase Fusulinana y de la clase Fusulinata.

## Clasificación
Lituotubelloidea incluye a las siguientes familias:
- Familia Lituotubellidae
- Familia Septabrunsiinidae